# Pterula rigida
Pterula rigida är en svampart som beskrevs av Donk 1950. Pterula rigida ingår i släktet Pterula och familjen mattsvampar.   Inga underarter finns listade i Catalogue of Life.